# یومیکو شیگه
یومیکو شیگه (انگلیسی: Yumiko Shige; ۴ اوت ۱۹۶۵ – ۹ دسامبر ۲۰۱۸) قایقران قایق بادبانی اهل ژاپن بود.